# Campionat del Món d'atletisme de 2015
El Campionat del Món d'atletisme de 2015 va ser una competició esportiva d'atletisme que se celebrà a la ciutat de Pequín (República Popular de la Xina) entre els dies 22 i 30 d'agost de 2015 sota l'organització de l'Associació Internacional de Federacions d'Atletisme (IAAF). La competició es va celebrar a l'Estadi Nacional de Pequín.